# Culicoides nigrus
Culicoides nigrus är en tvåvingeart som beskrevs av Tokunaga 1941. Culicoides nigrus ingår i släktet Culicoides och familjen svidknott. Inga underarter finns listade i Catalogue of Life.